# Adolf Schults

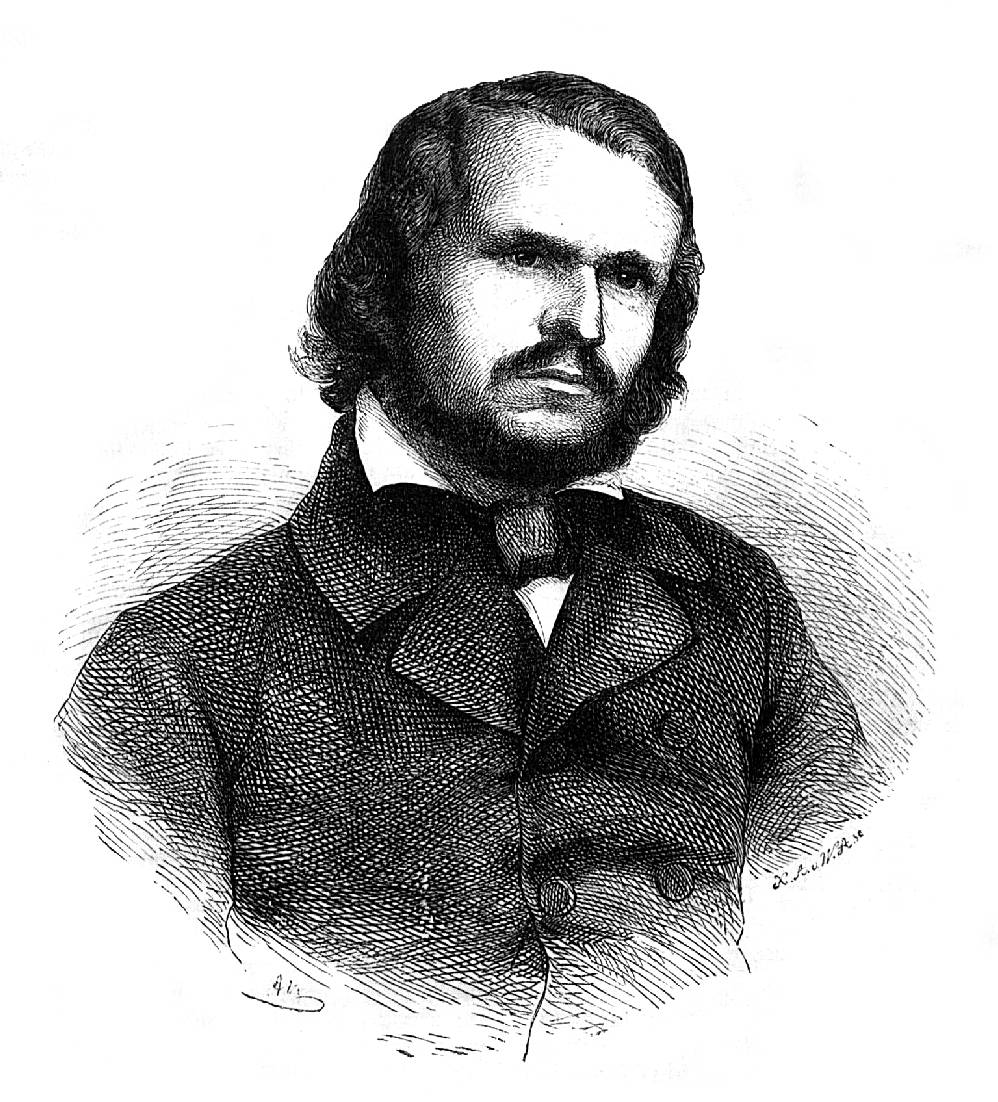
Adolf Schults Bild in einem biografischen Artikel, erschienen 1858 anlässlich seines Todes in der Zeitschrift „Die Gartenlaube“

Adolf Schults (* 5. Juni 1820 in Elberfeld (heute Stadtteil von Wuppertal); † 2. April 1858 ebenda) war ein deutscher Dichter.

## Leben
Adolf Schults Vater, Peter Conrad Schults, war Werkmeister in der Seidenweberei Johann Simons Erben, in der er ebenfalls vor und nach seiner lyrischen Tätigkeit arbeitete. Seine Mutter stammte aus einer französischen Familie.
Schults wurde vor allem durch seine lyrischen Werke bekannt. Zu seinen bekanntesten Gedichten, die teilweise auch sozialpolitische Themen beinhalteten, gehört das in Reflex auf das Weber-Gedicht von Heinrich Heine verfasste satirisch-parodistische Ein neues Lied von den Webern. Noch heute häufig zitiert wird auch sein Muttertagsgedicht Mutterauge. Er gehörte dem von Emil Rittershaus gegründeten Wupperbund an. In Schults’ Nachlass fand der Historiker Michael Knieriem das Fragment eines Dramas von Friedrich Engels, Rienzi. Er verfasste 1848/49 auch in Gedicht über Engels.

## Werke
- Gedichte. Erste Sammlung. Emil Baensch, Magdeburg 1843. 
  - Gedichte. 2., stark verm. Auflage. Emil Baensch, Magdeburg 1847.
  - Gedichte. 3. verm. Auflage. Julius Baedeker, Iserlohn 1857. MDZ Reader
  - Gedichte. 4. Auflage. Bädeker, Iserlohn 1863. Digitalisat
- Was ist des Michel Vaterland? Versuch zu einem neuen National- und Volkslied, den deutschen Männern Ernst Moritz Arndt und Ferdinand Delbrück in aufrichtiger Verehrung gewidmet. Jurany, Leipzig 1847.
- Märzgesänge. 25 Zeitgedichte. Julius Baedeker, Elberfeld & Iserlohn 1848.
- Leierkastenlieder. Dolle, Meurs 1849. MDZ Reader
- Haus und Welt. Neuere Gedichte. Julius Baedeker, Elberfeld 1851.
- Martin Luther. Ein lyrisch-epischer Cyklus. F. A. Brockhaus, Leipzig 1853. MDZ Reader
- Ludwig Capet. Ein historisches Gedicht. Julius Baedeker, Elberfeld 1855. MDZ Reader.
- Der Harfner am Heerd. Ein lyrischer Cyklus. Hermann Böhlau, Weimar 1858.